# Кристиан Юлиус Де Меза
Кристиан Юлиус Де Меса (на датски: Christian Julius De Meza) е датски генерал.
Встъпва във военна служба през 1807 г. като кандидат-офицер. Става преподавател в артилерийския институт и във военната академия. През 1842 г. получава званието майор в артилерийски полк.
При избухването на въстанията в Шлезвиг и Холщайн (1848) е назначен за главнокомандващ армията и участва в много боеве, става полковник. Взема участие в битките при Фредерисия (6 юли 1849) и село Идщет, Германия (1850) и е повишен в звание генерал-майор.
След края на войната става инспектор на цялата артилерия. През 1858 г. заминава за Шлезвиг, Ютланд и Фюнен. През 1860 г. става генерал-лейтенант. В Германско-датската война от 1864 г. е главнокомандващ армията на Дания.